# Waschhaus (Wy-dit-Joli-Village)

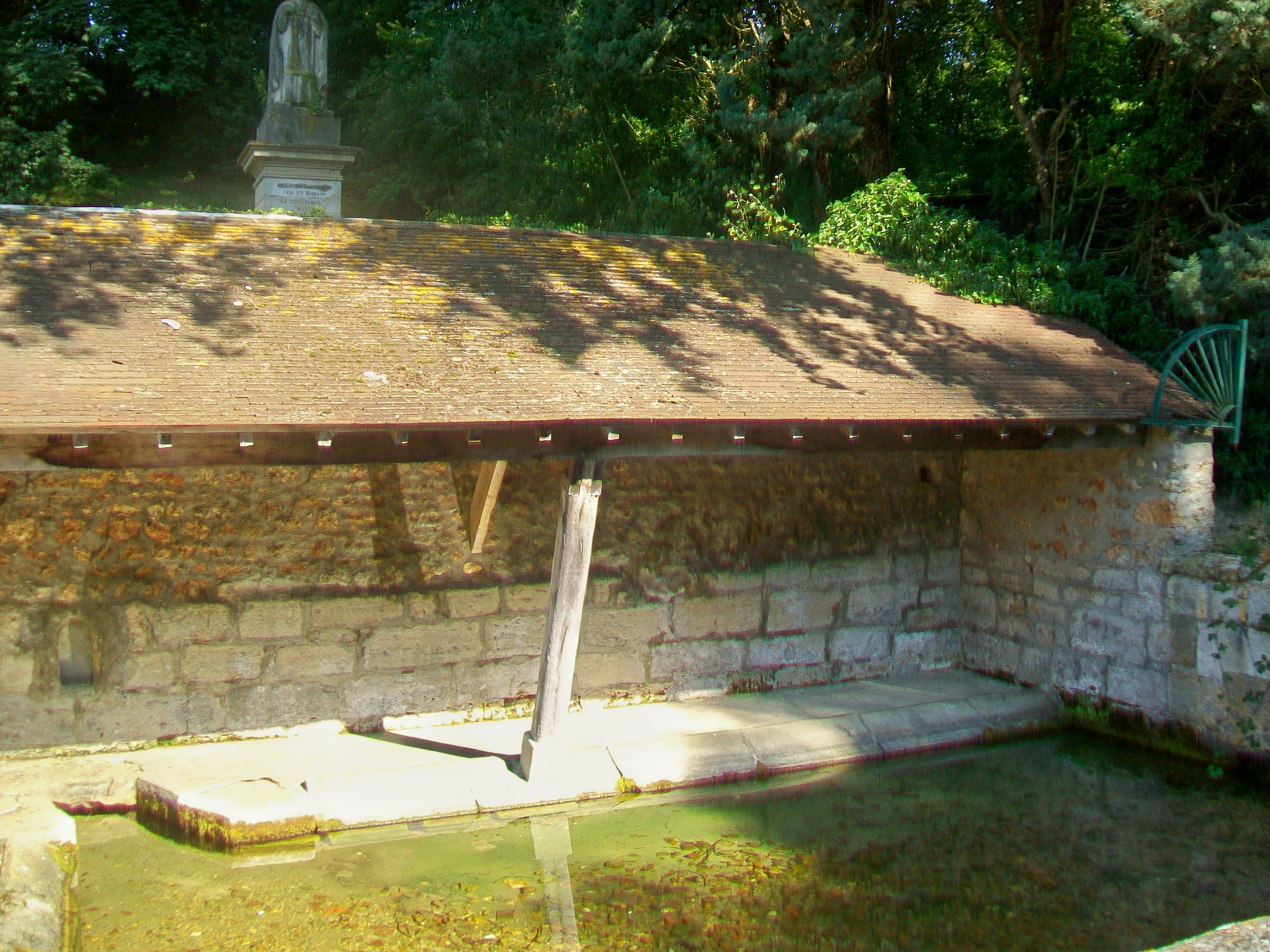
Waschhaus in Wy-dit-Joli-Village

Das Waschhaus (französisch lavoir) in Wy-dit-Joli-Village, einer französischen Gemeinde im Département Val-d’Oise in der Region Île-de-France, wurde im 19. Jahrhundert errichtet. Das öffentliche Waschhaus mit Pultdach steht an der Route de Guiry und wird von der daneben liegenden Quelle Saint-Romain mit Wasser versorgt.